# ベーカリアン・メダル
ベーカリアン・メダル（Bakerian Medal and Lecture）は、イギリスの王立協会により授与される物理科学の賞。
王立協会フェローのヘンリー・ベイカーからの寄付により設立された。受賞者はベーカリアン記念講演（Bakerian Lecture）を行う。

## 受賞者一覧

### 1750年〜1799年
- 1775 - 1777年: Peter Woulfe
- 1778 - 1779年: ヤン・インゲンホウス
- 1780 - 1792年: Tiberius Cavallo
- 1793年:  George Fordyce
- 1794 - 1799年: Samuel Vince

### 1800年〜1849年
- 1800 - 1801年: トマス・ヤング
- 1802年: ウイリアム・ウォラストン
- 1803年: トマス・ヤング
- 1804年: Samuel Vince
- 1805年: ウイリアム・ウォラストン
- 1806 - 1811年: ハンフリー・デービー
- 1812年: ウイリアム・ウォラストン
- 1813年: ウィリアム・トマス・ブランド
- 1814 - 1818年: 受賞者なし
- 1819年: ウィリアム・トマス・ブランド
- 1820年: ヘンリー・ケーター
- 1821年: エドワード・サビーン
- 1822年: 受賞者なし
- 1823年: ジョン・ハーシェル
- 1824 - 1825年: 受賞者なし
- 1826年: ハンフリー・デービー
- 1827年: George Pearson
- 1828年: ウイリアム・ウォラストン
- 1829年: マイケル・ファラデー
- 1830 - 1831年: 受賞者なし
- 1832年: マイケル・ファラデー
- 1833年: サミュエル・ハンター・クリスティー
- 1834年: 受賞者なし
- 1835年: チャールズ・ライエル
- 1836年: John William Lubbock
- 1837年: ウィリアム・ヘンリー・フォックス・タルボット
- 1838年: James Ivory
- 1839年: William Snow Harris
- 1840年: ジョージ・ビドル・エアリー
- 1841年: George Newport
- 1842年: James David Forbes
- 1843年: チャールズ・ホイートストン
- 1844年: リチャード・オーウェン
- 1845年: Charles Giles Bridle Daubeny
- 1846年: James David Forbes
- 1847年: ウィリアム・ロバート・グローブ
- 1848年: ウィリアム・ヒューウェル
- 1849年: マイケル・ファラデー

### 1850年〜1899年
- 1850年: トーマス・グレアム
- 1851年: マイケル・ファラデー
- 1852年: チャールズ・ホイートストン
- 1853年: エドワード・サビーン
- 1854年: トーマス・グレアム
- 1855年: ジョン・ティンダル
- 1856年: ウィリアム・トムソン
- 1857年: マイケル・ファラデー
- 1858年: John Peter Gassiot
- 1859年: エドワード・フランクランド
- 1860年: William Fairbairn
- 1861年: ジョン・ティンダル
- 1862年: ウォーレン・デラルー
- 1863年: ヘンリー・ソービー
- 1864年: ジョン・ティンダル
- 1865年: ヘンリー・エンフィールド・ロスコー
- 1866年: ジェームズ・クラーク・マクスウェル
- 1867年: フレデリック・エイベル
- 1868年: ヘンリー・エンフィールド・ロスコー
- 1869年: トーマス・アンドリューズ (科学者)
- 1870年: John William Dawson
- 1871年: Carl Wilhelm Siemens
- 1872年: William Kitchen Parker
- 1873年: Earl of Rosse
- 1874年: ノーマン・ロッキャー
- 1875年: William Grylls Adams
- 1876年: トーマス・アンドリューズ (科学者)
- 1877年: ウィリアム・クローフォード・ウィリアムソン
- 1878 - 1879年: ウィリアム・クルックス
- 1880年: ウィリアム・アブニー
- 1881年: ジョン・ティンダル
- 1882年: Heinrich Debus
- 1883年: ウィリアム・クルックス
- 1884年: アーサー・シュスター
- 1885年: ウィリアム・ハギンズ
- 1886年: ウィリアム・アブニー, Edward Robert Festing
- 1887年: ジョゼフ・ジョン・トムソン
- 1888年: ノーマン・ロッキャー
- 1889年: Arthur William Rucker, Thomas Edward Thorpe
- 1890年: アーサー・シュスター
- 1891年: ジョージ・ハワード・ダーウィン
- 1892年: ジョゼフ・ジョン・トムソン
- 1893年: Harold B Dixon
- 1894年: Thomas Edward Thorpe, JW Rodger
- 1895年: A.G. Vernon Harcourt, William Esson
- 1896年: ウィリアム・チャンドラー・ロバーツ＝オーステン
- 1897年: オズボーン・レイノルズ, William Henry Moorby
- 1898年: William James Russell
- 1899年: ジェームズ・アルフレッド・ユーイング, W Rosenhain

### 1900年〜1949年
- 1900年: William Augustus Tilden
- 1901年: ジェイムズ・デュワー
- 1902年: ジョン・ウィリアム・ストラット (第3代レイリー男爵)
- 1903年: CT Heycock,  FH Neville
- 1904年: アーネスト・ラザフォード
- 1905年: Horace T Brown
- 1906年: ジョン・ミルン
- 1907年: Thomas Edward Thorpe
- 1908年: Charles H Lees
- 1909年: ジョゼフ・ラーモア
- 1910年: ジョン・ヘンリー・ポインティング, Guy Barlow
- 1911年: Robert John Strutt
- 1912年: Hugh Longbourne Callendar
- 1913年: ジョゼフ・ジョン・トムソン
- 1914年: アルフレッド・ファウラー
- 1915年: ヘンリー・ブラッグ
- 1916年: チャールズ・バークラ
- 1917年: ジェームズ・ジーンズ
- 1918年: チャールズ・アルジャーノン・パーソンズ
- 1919年: Robert John Strutt
- 1920年: アーネスト・ラザフォード
- 1921年: マーチン・ローリー, Percy Corlett Austin
- 1922年: Thomas Ralph Merton, S. Barratt
- 1923年: G・I・テイラー, Constance F. Elam
- 1924年: アルフレッド・ファウラー
- 1925年: William Bate Hardy, Ida Bircumshaw
- 1926年: アーサー・エディントン
- 1927年: フランシス・アストン
- 1928年: John Cunningham McLennan
- 1929年: エドワード・アーサー・ミルン
- 1930年: ロバート・ロビンソン
- 1931年: シドニー・チャップマン
- 1932年: William Arthur Bone
- 1933年: ジェームズ・チャドウィック
- 1934年: ローレンス・ブラッグ
- 1935年: Ralph Howard Fowler
- 1936年: Frederic Stanley Kipping
- 1937年: エドワード・アップルトン
- 1938年: Christopher Kelk Ingold
- 1939年: パトリック・ブラケット
- 1940年: Nevil Vincent Sidgwick, Herbert Marcus Powell
- 1941年: ポール・ディラック
- 1942年: Albert Charles Chibnall
- 1943年: Richard Vynne Southwell
- 1944年: ウォルター・ハース
- 1945年: ゴードン・ドブソン
- 1946年: シリル・ヒンシェルウッド
- 1947年: Harry Ralph Ricardo
- 1948年: ジョージ・パジェット・トムソン
- 1949年: Harold Raistrick

### 1950年〜1999年
- 1950年: パーシー・ブリッジマン
- 1951年: Eric Keightley Rideal
- 1952年: ハロルド・ジェフリーズ
- 1953年: ネヴィル・モット
- 1954年: アレクサンダー・トッド
- 1955年: マーク・オリファント
- 1956年: Harry Work Melville
- 1957年: セシル・パウエル
- 1958年: マーティン・ライル
- 1958年: Edmund Langley Hirst
- 1960年: ゲルハルト・ヘルツベルク
- 1961年: Michael James Lighthill
- 1962年: ジョン・デスモンド・バナール
- 1963年: Alan Howard Cottrell
- 1964年: フレデリック・カーランド・ウィリアムス
- 1965年: メルヴィン・カルヴィン
- 1966年: ロナルド・ノーリッシュ
- 1967年: エドワード・ブラード
- 1968年: フレッド・ホイル
- 1969年: Richard Henry Dalitz
- 1970年: デレック・バートン
- 1971年: Basil John Mason
- 1972年: ドロシー・ホジキン
- 1973年: Frederick Charles Frank
- 1974年: Desmond George King-Hele
- 1975年: マイケル・アティヤ
- 1976年: George Wallace Kenner
- 1977年: ジョージ・ポーター
- 1978年: Robert Lewis Fullarton Boyd
- 1979年: マイケル・フィッシャー
- 1980年: アブドゥッサラーム
- 1981年: Robert Joseph Paton Williams
- 1982年: マーティン・リース
- 1983年: アルフレッド・エドワード・リングウッド
- 1984年: Alan Rushton Battersby
- 1985年: カルロ・ルビア
- 1986年: ウォルター・ムンク
- 1987年: マイケル・ベリー
- 1988年: Walter Eric Spear
- 1989年: Jack Lewis
- 1990年: John Meurig Thomas
- 1991年: John Houghton
- 1992年: Thomas Benjamin
- 1993年: ハンス・ベーテ
- 1994年: ジョン・ポラニー
- 1995年: Anthony Kelly
- 1996年: Alastair Scott
- 1997年: スティーヴン・V・レイ
- 1998年: Richard Salisbury Ellis
- 1999年: Peter Day

### 2000年〜
- 2000年: スティーヴン・スパークス
- 2001年: David Sherrington
- 2002年: Arnold Wolfendale
- 2003年: Christopher Dobson
- 2004年: Michael Pepper
- 2005年: ジョン・ペンドリー
- 2006年: Athene Donald
- 2007年: Joseph Silk
- 2008年: Robin Clark
- 2009年: James Murray
- 2010年: Donal Bradley
- 2011年: Herbert Huppert
- 2012年: Peter Edwards
- 2013年: David Leigh
- 2014年: Lynn Gladden
- 2015年: John Ellis
- 2016年: アンドレア・ゲズ
- 2017年: Andy Hopper
- 2018年: スーザン・ソロモン
- 2019年: Edward Hinds
- 2020年: James Hough
- 2021年: ヴィクトリア・カスピ
- 2022年: Michelle Simmons
- 2023年: Andrew Zisserman
- 2024年: Michele Dougherty
- 2025年: イングリッド・ドブシー